# 皮尼亞爾達塞拉
25°52′26″S 51°10′12″W / 25.87389°S 51.17000°W
皮尼亞爾達塞拉（葡萄牙語：Pinhal da Serra）是巴西的城鎮，位於該國南部，由南里奧格蘭德州負責管轄，始建於1996年4月17日，面積434平方公里，海拔高度840米，2010年人口2,130，人口密度每平方公里4.91人。